# Vassy-sous-Pisy
Vassy-sous-Pisy (tot 2010: Vassy) is een gemeente in het Franse departement Yonne (regio Bourgogne-Franche-Comté) en telt 82 inwoners (2009). De plaats maakt deel uit van het arrondissement Avallon.

## Geografie
De oppervlakte van Vassy-sous-Pisy bedraagt 7,4 km², de bevolkingsdichtheid is dus 11,1 inwoners per km².
De onderstaande kaart toont de ligging van Vassy-sous-Pisy met de belangrijkste infrastructuur en aangrenzende gemeenten.

## Demografie
Onderstaande figuur toont het verloop van het inwonertal (bron: INSEE-tellingen).